# Uneh Chan
Uneh Chan, surnommé « Serpent enroulé » (en espagnol : Serpiente Enrollada), est un ajaw ou souverain maya du royaume de Kaan. Il a régné de 579 à 611. Bien que l'on sache que le siège principal de la seigneurie de Kaan était Calakmul, dans l'actuel État mexicain de Campeche, il est très probable que pendant le règne de Uneh Chan, le siège de cette seigneurie était situé à Dzibanché, dans l'actuel État mexicain de Quintana Roo.

## Règne
Selon le compte long du calendrier maya, il est intronisé k'uhul Kaanal ajaw (seigneur divin de la seigneurie du serpent) le 9.7.5.14.17 11 kaban 10 chen, soit le 2 septembre 579. Il entretient des relations avec Yajaw Te' K'inich II (en), souverain de la cité de Caracol.
Les inscriptions de Palenque font état de deux attaques à longue distance menées par Kaan sous le règne de ce puissant roi, dans les années qui ont suivi l'éclipse du pouvoir de Tikal et la montée en puissance du royaume de Uneh Chan. Au cours de la saison sèche de l'an 599 puis de l'an 611, ses forces traversèrent la rivière Usumacinta et frappèrent Lakam Ha', le centre même de Palenque. Ces deux expéditions militaires contre la seigneurie de B'aakal, provoquent l'éclatement de la classe dynastique de cette seigneurie.
La célébration de la fin du katun 9.8.0.0.0 par Uneh Chan est enregistrée sur les stèles mayas 8 et 33. La stèle 33, érigée par Yuknoom Ch'een II (plus connu sous le nom de Yuknoom le Grand) en 657, semble combiner l'accent mis sur Uneh Chan avec une déclaration de la naissance de Yuknoom le Grand en 600, suggérant qu'il était un fils de Uneh Chan. Si tel est le cas, les trois dirigeants qui sont intervenus entre Uneh Chan et Yuknoom le Grand – Yuknoom Ti' Chan (en), Tajoom Uk'ab K'ahk' (en) et Yuknoom Head (en) – pourraient également avoir été les fils de Uneh Chan. Selon les hiéroglyphes mayas des stèles 8 et 33, Uneh Chan a épousé Parchemin en main (en espagnol : Rollo en Mano), avec qui il a probablement procréé Yuknoom Ch'een II.
Le fait que Uneh Chan n'ait érigé aucun monument à Calakmul est suggéré par les références rétrospectives à ses activités par Yuknoom Ch'een II et Yuknoom Took' K'awiil (en), étant donné qu'il est plus probable qu'il y ait des récits des activités des dirigeants précédents lorsque leurs propres récits ne sont pas en évidence. L'absence de monuments de Uneh Chan à Calakmul est cohérente avec l'hypothèse selon laquelle la dynastie Kaan était située ailleurs à cette époque, peut-être à Dzibanche.